# Яремна вена
Яремні вени (лат. venae jugulares, від jugulum — «шия, горло», пов'язаного з jugum — «ярмо») — кілька парних вен, які розташовані на шиї і забирають кров від шиї і голови; належать до системи верхньої порожнистої вени.

## Анатомія
Існує три пари яремних вен:
- Внутрішня яремна вена (v. jugularis interna) — найбільша, є основним інструментом, який виносить кров з порожнини черепа. Вона є продовженням сигмоподібного синуса твердої мозкової оболони і починається від яремного отвору черепа цибулеподібним розширенням (верхньою цибулиною яремної вени, bulbus jugularis superior). Далі вона спускається по напрямку до груднинно-ключичного з'єднання, будучи прикритою спереду грудино-ключично-соскоподібним м'язом. У нижніх відділах шиї вена перебуває у загальній сполучнотканинній піхві разом з загальною сонною артерією і блукаючим нервом, при цьому вена розташовується троши поверхневіше і латеральніше артерії. За грудинно-ключичним суглобом внутрішня яремна вена зливається з підключичною (тут присутня нижня цибулина яремної вени, bulbus jugularis inferior), утворюючи плечоголовну вену.
- Зовнішня яремна вена (v. jugularis externa) — менша діаметром, розташовується в підшкірній клітковині, йде по передній поверхні шиї, в нижніх відділах відхиляючись латерально (перетинаючи задній край грудинно-ключично-соскоподібного м'яза приблизно на рівні його середини). Ця вена добре контуруєтся при співі, крику або кашлі, збирає кров від поверхневих утворень голови, обличчя та шиї; інколи використовується для катетеризації і введення лікарських засобів. Внизу пронизає власну фасцію і впадає в підключичну вену.
- Передня яремна вена (v. jugularis anterior) — дрібна, формується з підшкірних вен підборіддя, спускається вниз на деякій відстані від серединної лінії шиї. В нижніх відділах шиї права і ліва передні яремні вени утворюють анастомоз, званий яремною венозною дугою (arcus venosus juguli). Потім вена йде під грудинно-ключично-соскоподібний м'яз і впадає, як правило, у зовнішню яремну вену.

У зовнішню яремну вену впадають такі вени:
- Задня вушна вена (v. auricularis posterior), збирає венозну кров з поверхневого сплетення, розташованого позаду вушної раковини. Вона має зв'язок з емісарною соскоподібною веною (v. emissaria mastoidea).
- Потилична вена (v. occipitalis) збирає венозну кров від венозного сплетення потиличної області голови, яка кровопостачається однойменною артерією. Вона впадає в зовнішню яремну вену нижче задньої вушної. Іноді, супроводжуючи потиличну артерію, потилична вена впадає у внутрішню яремну вену.
- Надлопаткова вена (v. suprascapularis), супроводжує однойменну артерію у вигляді двох стовбурів, які з'єднуються і утворюють один стовбур, що впадає в кінцевий відділ зовнішньої яремної вени або в підключичну вену.

Передня яремна вена (v. jugularis anterior) утворюється зі шкірних вен підборідної області, звідки направляється вниз поблизу середньої лінії, залягаючи спочатку на зовнішній поверхні щелепно-під'язикового м'яза (m. mylohyoideus), а потім — на передній поверхні шило-під'язикового м'яза (m. sternohyoideus). Над яремної вирізкою грудини передні яремні вени обох сторін вступають у межфасціальний надгрудинний простір, де з'єднуються між собою за допомогою добре розвиненого анастомозу, званого яремною венозною дугою (arcus venosus juguli). Потім яремна вена відхиляється назовні і, пройшовши позаду m. sternocleidomastoideus, впадає в зовнішню яремну вену перед впадінням її в підключичну вену, рідше — в останню. Як варіант можна відзначити, що передні яремні вени обох сторін іноді зливаються, утворюючи серединну вени шиї.